# Çiçekdağı
Çiçekdağı est une ville et un district de la province de Kırşehir dans la région de l'Anatolie centrale en Turquie.